# (2951) Perepadin
(2951) Perepadin est un astéroïde de la ceinture principale.

## Description
(2951) Perepadin est un astéroïde de la ceinture principale. Il fut découvert le 13 septembre 1977 à Naoutchnyï par Nikolaï Tchernykh. Il présente une orbite caractérisée par un demi-grand axe de 3,13 UA, une excentricité de 0,11 et une inclinaison de 14,8° par rapport à l'écliptique.

## Compléments